# Peromyia sacculiformia
Peromyia sacculiformia är en tvåvingeart som beskrevs av Boris Mamaev och Berest 1990. Peromyia sacculiformia ingår i släktet Peromyia och familjen gallmyggor.
Artens utbredningsområde är Ukraina. Inga underarter finns listade i Catalogue of Life.